# Либерия на Олимпийских играх
Либерия принимала участие в 12 летних Олимпийских играх. Спортсмены Либерии дебютировали в 1956 году на летних Олимпийских играх в Мельбурне. С тех пор Либерия участвовала во всех летних Играх, кроме Игр 1968, 1976 и 1992 годов.
В зимних Олимпийских играх не участвовала.
Спортсмены Либерии не завоёвывали олимпийских медалей.

## Таблица медалей

### Летние Олимпийские игры
| Игры                | Спортсменов                         | Золото                              | Серебро                             | Бронза                              | Всего                               | Место                               |
| ------------------- | ----------------------------------- | ----------------------------------- | ----------------------------------- | ----------------------------------- | ----------------------------------- | ----------------------------------- |
| 1956 Мельбурн       | 4                                   | 0                                   | 0                                   | 0                                   | 0                                   | —                                   |
| 1960 Рим            | 4                                   | 0                                   | 0                                   | 0                                   | 0                                   | —                                   |
| 1964 Токио          | 1                                   | 0                                   | 0                                   | 0                                   | 0                                   | —                                   |
| 1968 Мехико         | не принимала участие                | не принимала участие                | не принимала участие                | не принимала участие                | не принимала участие                | не принимала участие                |
| 1972 Мюнхен         | 5                                   | 0                                   | 0                                   | 0                                   | 0                                   | —                                   |
| 1976 Монреаль       | не принимала участие                | не принимала участие                | не принимала участие                | не принимала участие                | не принимала участие                | не принимала участие                |
| 1980 Москва         | отказались после церемонии открытия | отказались после церемонии открытия | отказались после церемонии открытия | отказались после церемонии открытия | отказались после церемонии открытия | отказались после церемонии открытия |
| 1984 Лос-Анджелес   | 7                                   | 0                                   | 0                                   | 0                                   | 0                                   | —                                   |
| 1988 Сеул           | 8                                   | 0                                   | 0                                   | 0                                   | 0                                   | —                                   |
| 1992 Барселона      | не принимала участие                | не принимала участие                | не принимала участие                | не принимала участие                | не принимала участие                | не принимала участие                |
| 1996 Атланта        | 5                                   | 0                                   | 0                                   | 0                                   | 0                                   | —                                   |
| 2000 Сидней         | 8                                   | 0                                   | 0                                   | 0                                   | 0                                   | —                                   |
| 2004 Афины          | 2                                   | 0                                   | 0                                   | 0                                   | 0                                   | —                                   |
| 2008 Пекин          | 3                                   | 0                                   | 0                                   | 0                                   | 0                                   | —                                   |
| 2012 Лондон         | 3                                   | 0                                   | 0                                   | 0                                   | 0                                   | —                                   |
| 2016 Рио-де-Жанейро | 2                                   | 0                                   | 0                                   | 0                                   | 0                                   | —                                   |
| 2020 Токио          | 3                                   | 0                                   | 0                                   | 0                                   | 0                                   | —                                   |
| Итого               | Итого                               | 0                                   | 0                                   | 0                                   | 0                                   |                                     |